# Sporting Burcht FC

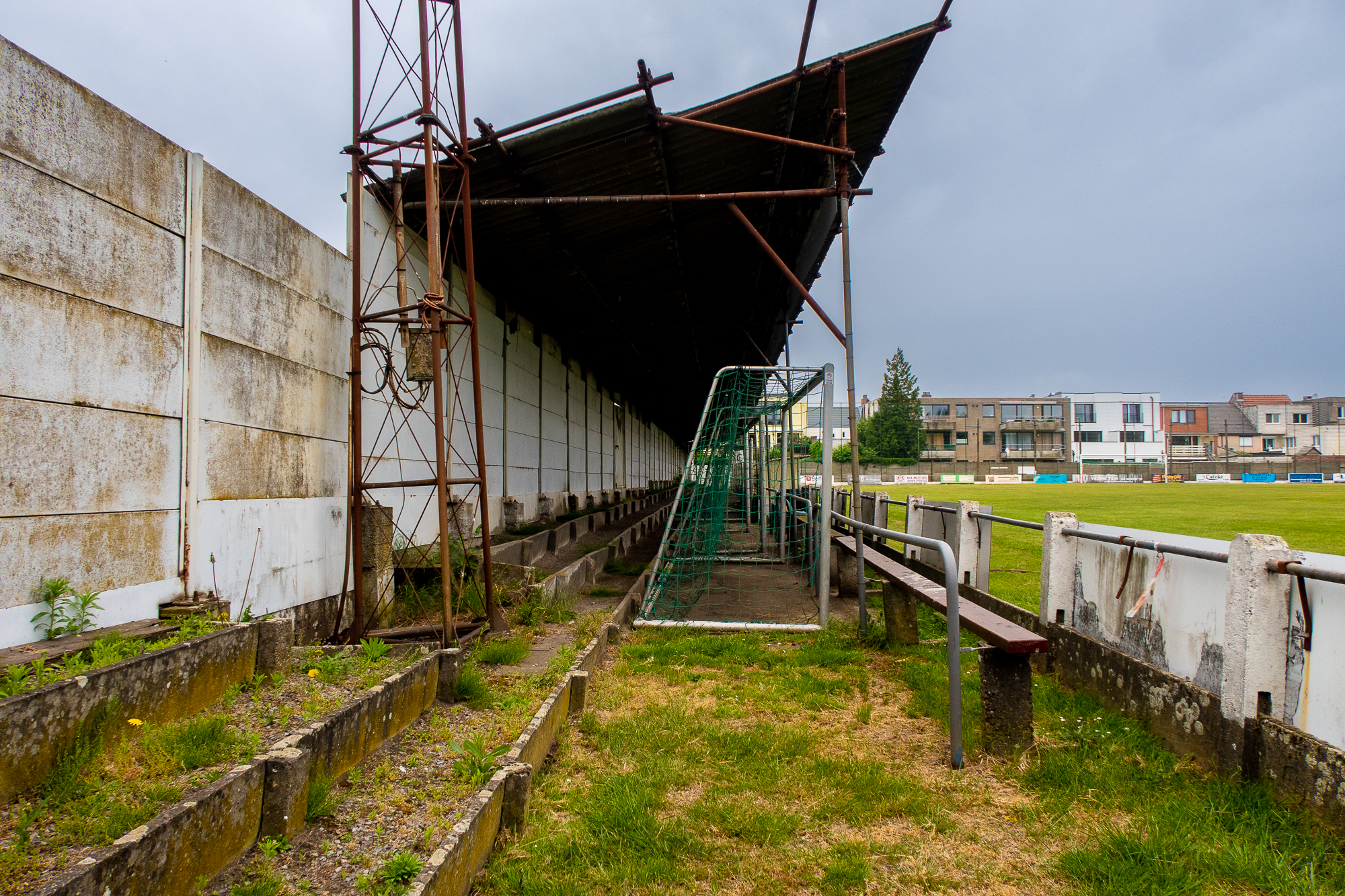
Het A-terrein van Sporting Burcht FC aan de Heirbaan.

Sporting Burcht FC is een Belgische voetbalclub uit Burcht in de gemeente Beveren-Kruibeke-Zwijndrecht. De club is aangesloten bij de KBVB met stamnummer 9465 en heeft geel en blauw als clubkleuren. De club speelt in de provinciale reeksen.

## Geschiedenis
Toen in  2004 de voetbalclub Waaslandia Burcht in vereffening ging, werd een nieuwe club opgericht om de vele jeugdspelers niet in de kou te laten staan. Vanaf het seizoen 2005-2006 speelde men terug in 4de Provinciale.  Eén seizoen werd er in 3de Provinciale gespeeld, maar dit werd geen succes.  Vanaf september 2016 speelt men terug in 3de Provinciale.

## Palmares
| Vierde Prov. A'pen | 2010-2011 | Promotie via eindronde           |
| Vierde Prov. A'pen | 2015-2016 | Kampioen in vierde provinciale B |